# Virallinen lehti
Virallinen lehti é o diário oficial da Finlândia e o principal meio de comunicação de classificados, anúncios estatutários e assuntos governamentais. Foi fundado em 1819 sob o nome Finlands Allmänna Tidning e sua primeira edição publicada em 3 de janeiro de 1820.
Em 1856, foi publicado o primeiro exemplar em língua finlandesa, o Suomen Julkisia Sanomia, que continha não apenas informações sobre as atividades do governo e administração interna, mas também artigos sobre questões religiosas e agricultura. No entanto, ambos deixaram de publicar artigos ao decorrer do século e seu conteúdo consistiu quase que exclusivamente em anúncios oficiais.
No período de ocupação russa, um terceiro jornal foi estabelecido no território finlandês, a Finljandskaja gazeta, que foi publicado até a independência da Finlândia, em 1917. Mais tarde, os jornais finlandeses e suecos foram fundidos e a nova publicação renomeada para Virallinen lehti.
A versão impressa do jornal deixou de ser publicada em 31 de dezembro de 2018 e passou a ser publicada apenas eletronicamente.